# Umberto Barberis
Pour les articles homonymes, voir Barberis.
 (mars 2023).
Si vous disposez d'ouvrages ou d'articles de référence ou si vous connaissez des sites web de qualité traitant du thème abordé ici, merci de compléter l'article en donnant les références utiles à sa vérifiabilité et en les liant à la section « Notes et références ».
Umberto Barberis est un joueur de football suisse né le 5 juin 1952 à Sion, reconverti en entraîneur.

## Biographie
Il fait partie de l'équipe du Servette FC de 1979, qui remporte tout sur son passage. Quatre trophées en une seule saison : Championnat suisse, Coupe de Suisse, Coupe de la Ligue et Coupe des Alpes.
Meneur de jeu remarquable, adroit, technique et buteur, il domine le football en Suisse dans les années 80. Il fait cependant un très beau passage à l'AS Monaco, où il est élu à deux reprises meilleur joueur du championnat et permet par son but en dernière journée de gagner le Championnat de France 1982.
De 1976 à 1984, il est sélectionné à 54 reprises en équipe de Suisse et marque 7 buts.
Il est surnommé Bertine.
Il est le père du footballeur Sébastien Barberis.
En 2022, le magazine So Foot le classe dans le top 1000 des meilleurs joueurs du championnat de France, à la 481e place.

## Palmarès

### En club
- Champion de Suisse en 1979 et en 1985 avec le Servette de Genève
- Champion de France en 1982 avec l'AS Monaco
- Vainqueur de la Coupe de Suisse en 1974 avec le FC Sion et en 1978, en 1979 et en 1984 avec le Servette de Genève
- Vainqueur de la Coupe des Alpes en 1976 et en 1978 avec le Servette de Genève
- Vainqueur de la Coupe de la Ligue de Suisse en 1977, en 1979 et en 1980 avec le Servette de Genève
- Vice-champion de Suisse en 1977, en 1978 et en 1984 avec le Servette de Genève

### EnÉquipe de Suisse
- 54 sélections et 7 buts entre 1975 et 1985

### Distinctions individuelles
- Élu meilleur joueur du championnat de Suisse en 1975, en 1979 et en 1980
- Élu meilleur joueur étranger du championnat de France en 1981 et en 1982 (avec Andrzej Szarmach)